# Phare de Heugh
Le phare de Hugh est un phare de navigation situé sur un promontoire de Hartlepool, dans le comté de Durham en Angleterre. Ce phare actuel date de 1927 et succède à deux autres anciens phares et il est géré par PD Ports (en) une entreprise portuaire privée de Middlesbrough.

## Histoire
Après la création de la Hartlepool Dock & Railway Company, West Hartlepool est rapidement devenu un important port de charbon sur la côte de Durham. En 1844, les marins locaux chargés du transport sur les nouveaux quais ont exprimé leur inquiétude quant à l'insuffisance de l'éclairage sur cette dangereuse côte rocheuse. En 1846, la Corporation de Trinity House a demandé à l'administration portuaire de prendre les dispositions nécessaires.

### Le premier phare de Heugh (1847-1915)

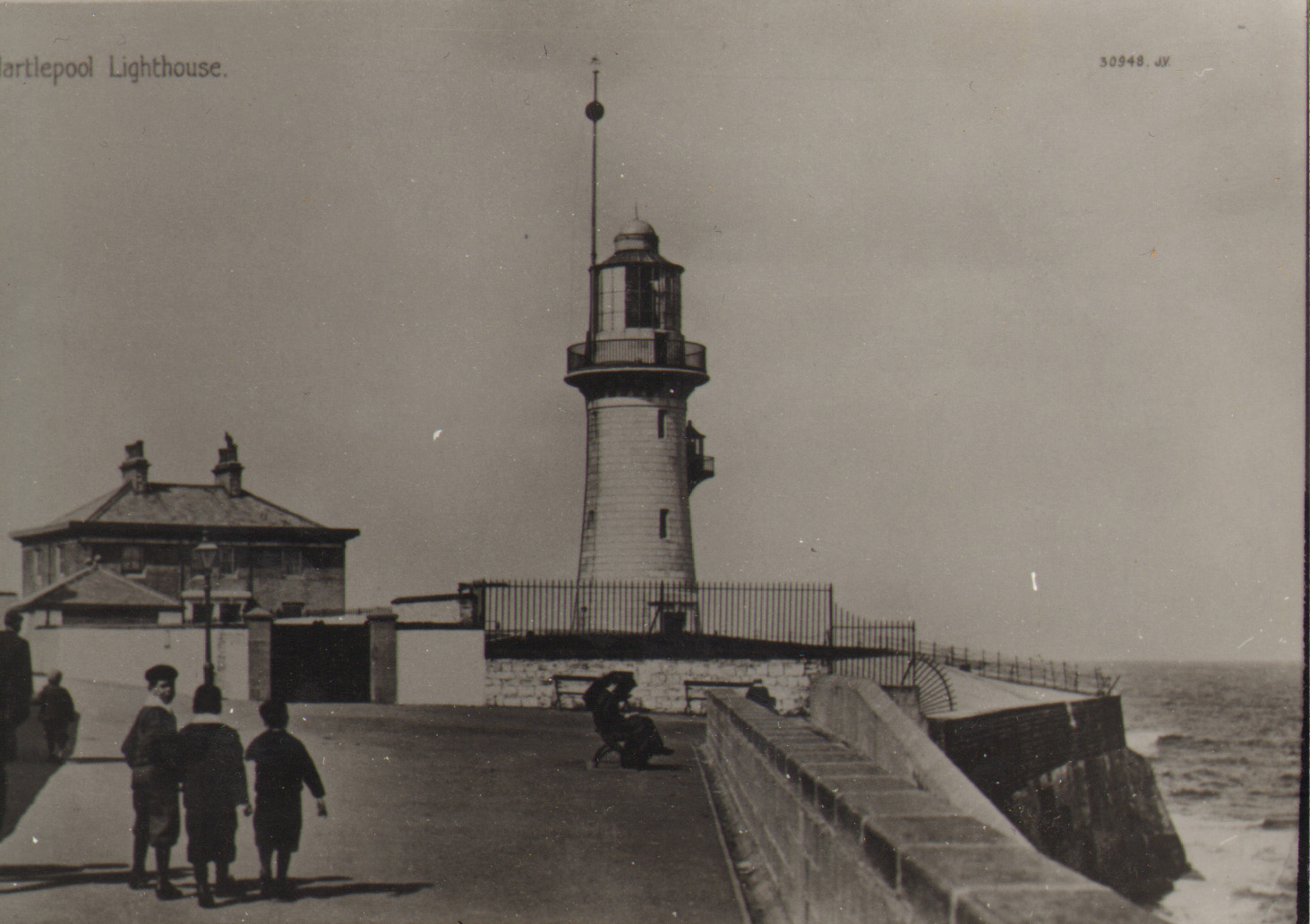
Premier phare de Heugh

Un phare fut rapidement construit en grès, une tour cylindrique effilée de 14 m de hauteur. Il fut allumé le 1er octobre 1847, alimenté au gaz naturel d'une des mines de charbon locales. La lumière principale était visible jusqu'à 29 km en mer.
La disparition de ce premier feu a été le résultat indirect d'un raid allemand sur Hartlepool en décembre 1914. Le phare lui-même fut indemne bien que plusieurs bâtiments voisins eurent subi de graves dommages. Mais il a été réalisé, par la défense côtière, que la tour obstruait la ligne de tir de la Heugh Battery (en). Il fut donc démantelé en 1915.

### Le phare temporaire de Town Moor (1915-1927)

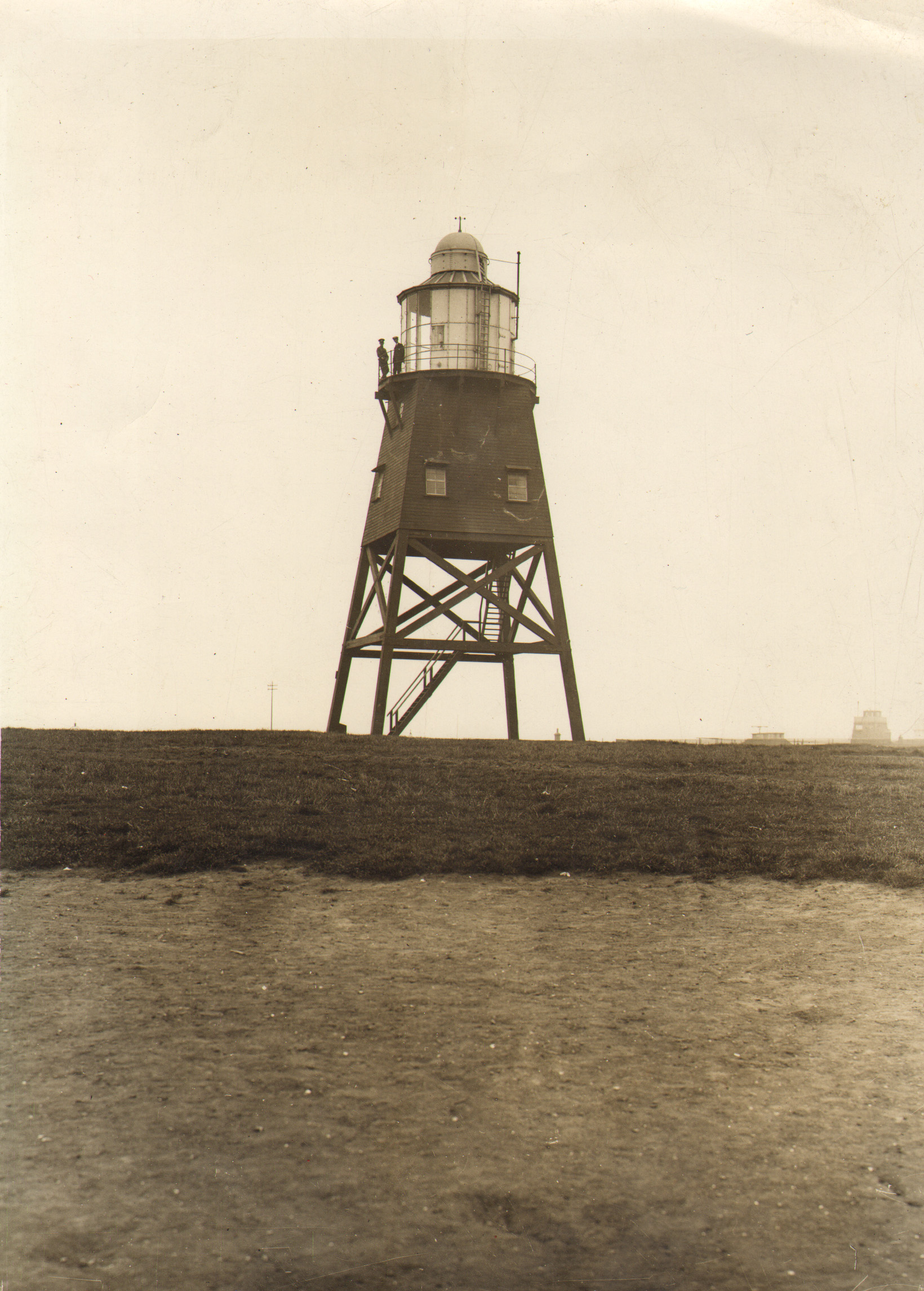
Le phare temporaire

À titre de mesure temporaire, la lumière, la lanterne et la lentille du premier phare de Heugh ont été montées sur une structure en bois à Town Moor. Cet édifice est resté fonctionnel jusqu'à la construction du nouveau phare de Heugh en 1927. Quand la structure provisoire a été démantelée, l'optique et les mécanismes ont été sauvés et sont maintenant exposés au Museum of Hartlepool (en).

### le phare actuel
Le phare actuel est une construction préfabriquée en acier. C'est une tour cylindrique peinte en blanc, haute de 16 m. Elle est construite non loin du site du premier phare, mais en dehors de la ligne de tir des canons de la batterie côtière. Ce phare a été conçu pour pouvoir être démonté en cas de guerre, afin de ne pas fournir un point de repère pour les raids ennemis. Il était, dès le départ, alimenté électriquement et entièrement automatisé.
Le phare est encore utilisé aujourd'hui, sous la direction de l'administration portuaire locale. Il affiche une lumière blanche clignotante deux fois toutes les dix secondes. L'un des bâtiments adjacents abritait un signal de brouillard qui sonnait trois fois trois secondes toutes les 45 secondes. L'autre bâtiment héberge l'équipement radio de la Maritime and Coastguard Agency.
Identifiant : ARLHS : ENG-314 - Amirauté : A2663 - NGA : 2056 .

### Lien connexe
- Liste des phares en Angleterre